# Kirjú
Kirjú (japonsky 桐生市) je město v prefektuře Gunmě v Japonsku. K roku 2019 v něm žilo přes 107 tisíc obyvatel.

## Poloha
Kirjú leží ve vnitrozemí největšího japonského ostrova, Honšú, severně od Óty a jižně od Maebaši. Má dvě nespojité části, východní a západní, které jsou od sebe odděleny územím města Midori.

## Dějiny
Samostatné Kirjú vzniklo ze správního hlediska v rámci reforem Meidži v roce 1889. 

### Rodáci
- Kenkiči Iwasawa (1917–1998), matematik
- Naoki Macuda (1977–2011), fotbalista
- Čihiro Jamanaka, pianistka